# Dalbello
Lisa Dal Bello, född 22 maj 1959 i Weston, Toronto, Kanada, är en kanadensisk musiker, låtskrivare, multiinstrumentalist och röstskådespelare. Hon gav åren 1977–81 ut tre album under sitt födelsenamn och har därefter presenterat tre album som Dalbello. 1996 års Whore är hennes senaste egna album.

## Biografi

### Bakgrund
Lisa Dal Bello föddes i Toronto, i en familj med italienska och brittiska rötter. Hon växte upp i Torontoförorten Weston och flyttade därefter med familjen till Vaughan (också det i Ontario). Som elvaåring började hon spela gitarr och skriva sina egna sånger. Hon framträdde bland annat på folkmusikfestivalen Mariposa och på klubben Fiddler's Green i Toronto. Hennes första egenskrivna sång lär ha varit protestsången "Oh, Wy?".

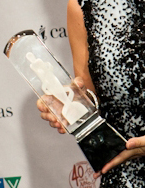
1978 vann Lisa Dal Bello Juno Award som årets kvinnliga nykomling.

Som trettonåring (och efter att ha ljugit om sin ålder) blev hon antagen till det statligt sponsrade musikskoleprogrammet Summer Sounds '71.

### Tre tidiga album
Som 17-åring fick Lisa Dal Bello skivkontrakt med MCA Records i Los Angeles. Hennes självbetitlade debutalbum från 1977, producerat av David Foster, ledde till att hon året efter fick motta Juno Award som årets kvinnliga nykomling. Trots detta avslutade MCA hennes kontrakt, eftersom de tyckte att albumproduktionen varit för dyr. Inför hennes andra album, Pretty Girls (1978), startade hon sitt eget skivbolag, Talisman Records, och 1979 blev hon nominerad till Junopriset som årets bästa sångerska.

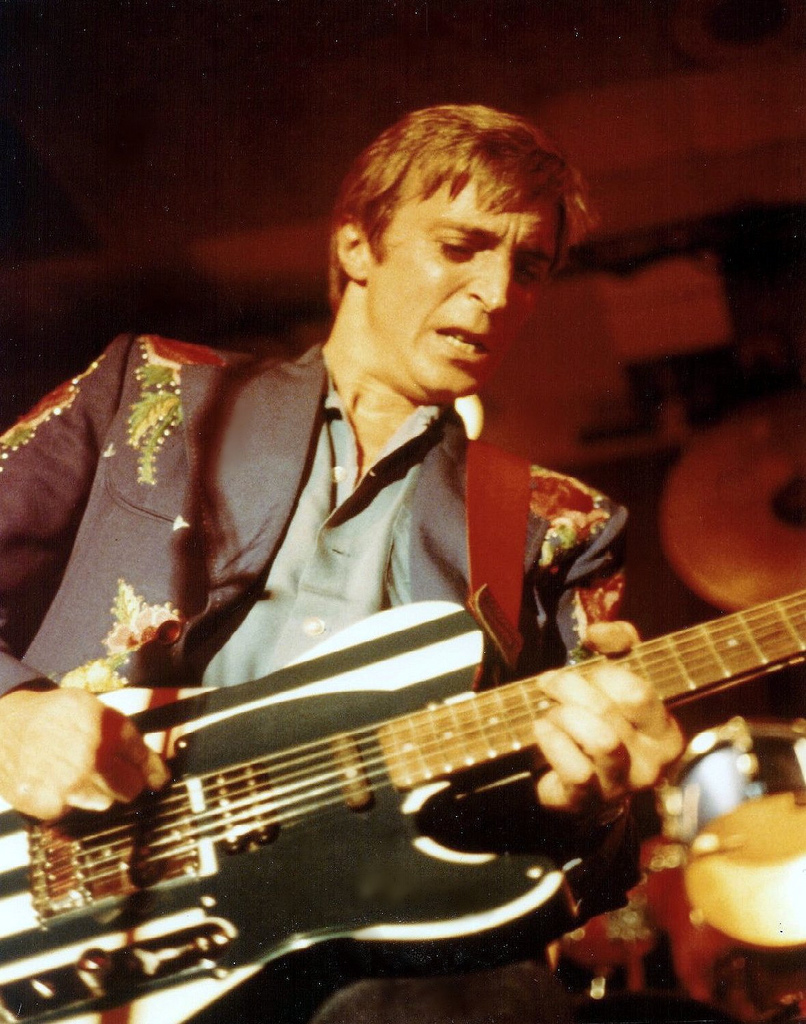
Mick Ronson, medproducent på 1984 års Whomanfoursays. Foto från 1981.

Efter det tredje albumet, 1981 års Drastic Measures, tog Dal Bello en paus för att fundera över sin plats i musikvärlden. Hon arbetade under tiden bland annat med poesi. Hon berättade för branschtidningen Billboard att "Jag kände att det inte var lönt att göra skivor om jag inte visste varför jag gjorde dem och vad jag ville uttrycka. Jag hade ännu inte lärt mig att presentera mina musikaliska idéer för folk som jag arbetade med." Under tiden hade Mick Ronson, tidigare gitarrist för David Bowie, upptäckt henne i en CBC-dokumentär om kanadensisk musik, medan han var i Toronto och arbetade på inspelningsstudion Phase One. Han kontaktade därefter Dal Bello och övertalade henne att spela in ett nytt album.

### Whomanfoursays, nystart på karriären
Det nya albumet, Whomanfoursays (en homofon för "human forces", 'mänskliga krafter'), var en samproduktion mellan de båda. Albumet innebar också debuten för det nya artistnamnet Dalbello, och det markerade hennes övergång från en personlig popsångerska till en personlig och egensinnig rocksångerska. Förvandlingen fungerade, och albumet nådde större framgångar på de kanadensiska listorna än hennes tidigare album. Det producerade hitlåtarna "Gonna Get Close to You" (senare en cover med Queensrÿche) och "Animal" (senare en cover med Heaven's Gate). Albumet fick också fyra Juno-nomineringar – två för henne själv som producent och sångerska, en för årets inspelningstekniker (Lenny De Rose) och en för årets omslag (Heather Brown och Deborah Samuels). På omslaget syntes hennes ansikte helt målat i "primitivistisk" stil i starka färger.
1986 skrev Dalbello sången "Black on Black" för filmmusiken till 9 1/2 vecka. Hon samarbetade även med andra musiker som John Taylor (från Duran Duran), Heart, Nena och Glass Tiger.

### She, framgångar efter förseningar
Ronson och Dalbello planerade ett andra album, men skivbolaget ville byta ut Ronson. Dessutom ville man ha en "riktig" producent, så Dalbello själv räknades inte. 1986 rapporterades det att Rupert Hine producerat ett nytt Dalbello-album. Dalbello skickade dock in demo-inspelningar, hävdade att producenten "Bill Da Salleo" (ett anagram för Lisa Dal Bello) stod bakom produktionen och fick överraskande nog grönt ljus från skivbolaget. Hine-produktionen lades därefter åt sidan och har ännu inte blivit utgiven.

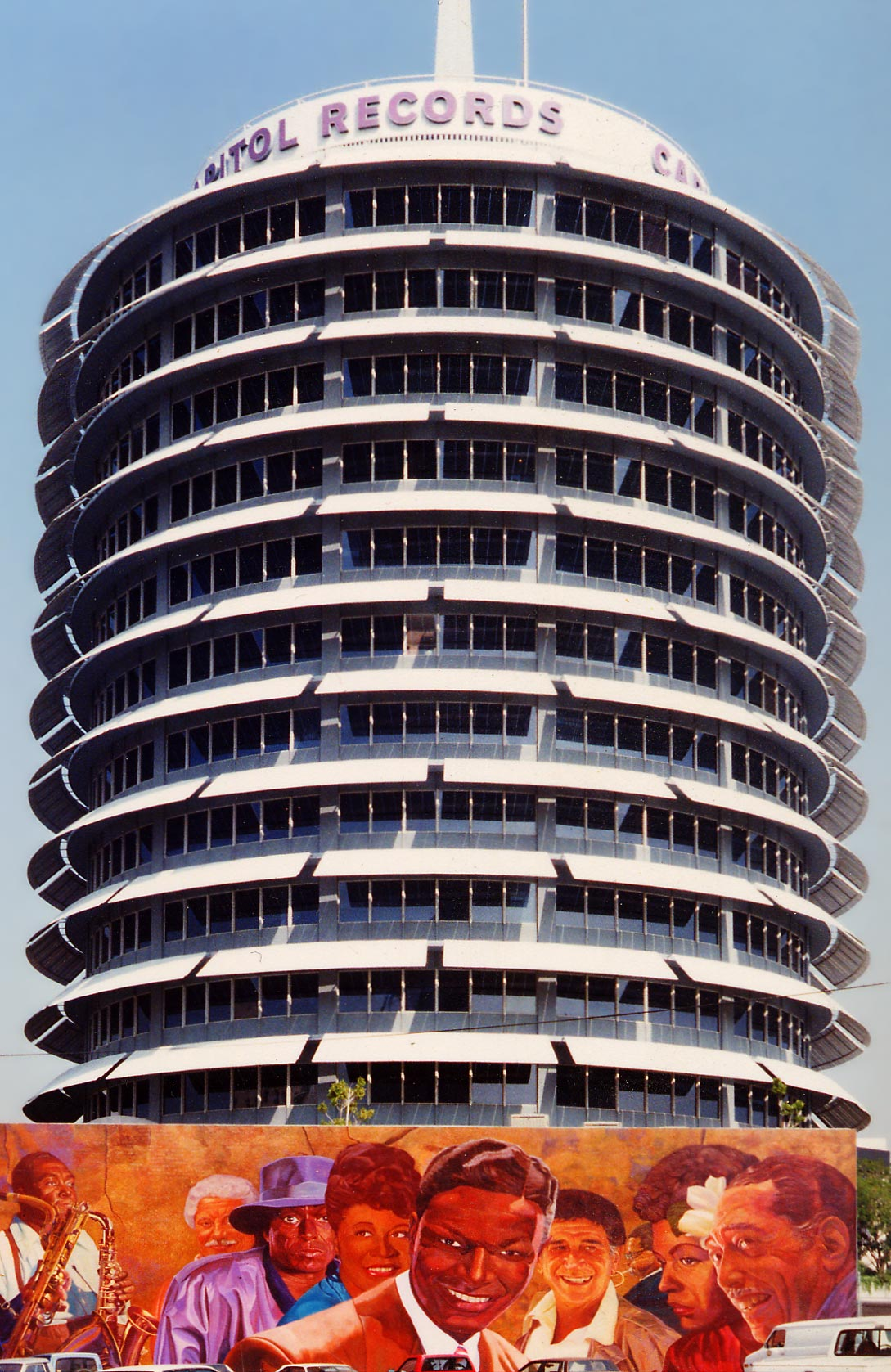
Efter albumet She avslutade Dalbello sitt kontrakt med Capitol Records.

Dalbello fortsatte albumproduktionen, via Da Salleo-pseudonymen, och lyckades hålla både bolaget och sin manager ovetande om den verkliga identiteten. Hon bokade studion sent på kvällarna, för att slippa besök från bolagsfolk. Dalbello meddelade också "att Bill plötsligt dött" när albumproduktionen var avklarad och när hennes manager kontaktat henne, orolig för att det inte fanns något skrivet produktionsavtal med Da Salleo. Till slut avslöjades Dalbellos hemlighetsmakerier, vilket ledde till att halva albumproduktionen byttes ut med en ny producent och andra låtskrivare. Det hela försenade albumets utgivning 18 månader.
1987 gavs albumet She ut, och "Tango" och "Black on Black" kom att bli Dalbellos största singelframgångar i karriären. Dalbello turnerade flitigt, inte minst i Europa.

### EfterShe
Efter utgivningen av She avslutade Dalbello sitt kontrakt med Capitol Records. 1990 flyttade hon till Los Angeles. Under tiden i Los Angeles ägnade hon fyra år åt att skriva låtar för artister som Branford Marsalis och Julian Lennon, och skriva låtar ihop med etablerade låtskrivare som Carole Bayer Sager, Frannie Golde, Bruce Roberts, Holly Knight och Gerald O'Brien. 1991 diskuterade Ronson och Dalbello om att samarbeta på nytt, men de planerna ställdes in efter att Ronson blivit sjuk. Han avled 1993.
1994 frågade Dalbellos tidigare manager Roger Davies om hon ville spela in ett nytt album. Genom Davies kunde hon säkra ett nytt skivkontrakt med Tysklandsbaserade EMI Electrola. Dalbello flyttade därefter tillbaka till Toronto för att göra klar albumproduktionen. Det nya albumet, Whore, släpptes 1996 och följdes av konsertuppträdanden i Europa under hösten.

## Influenser
På grund av Dalbellos kraftfulla röst och aggressiva scenpersonlighet har vissa jämfört henne med Alanis Morissette. Själv anser Dalbello dock att "en sådan som Alanis har en känsla av ångest och oro inom sig som kommer från hennes personliga erfarenheter, vilka är annorlunda än mina". Som egna inspirationskällor har Dalbello nämnt kvinnliga rocksångerskor som Chrissie Hynde, Annie Lennox och Patti Smith.

## Utmärkelser och nomineringar
- 1978 – Juno Award, årets kvinnliga nykomling
- 1979 – Juno Award, årets sångerska (nominering)
- 1980 – Juno Award, årets sångerska (nominering)
- 1982 – Juno Award, årets sångerska (nominering)
- 1984 – Juno Award, årets sångerska + årets producent (nominering)
- 1985 – Juno Award, årets sångerska (nominering)

## Discografi
- Lisa Dal Bello (1977, MCA)
- Pretty Girls (1979, Talisman)
- Drastic Measures (1981, Capitol)
- Whomanfoursays (1984, Capitol)
- She (1987, Capitol-EMI)
- Whore (1996, EMI-Spin)

## Filmografi
- Melanie (1982)